# 김중호
김중호는 대한민국의 살인자이다. 2001년 잠실에서 의붓딸과 아내를 살해한뒤, 아내와의 친자식인 친딸과 친아들을 잔혹하게 살해하였다. 이후 사형선고를 받고 복역 중이다.

## 참고 자료
- http://dl.nanet.go.kr/law/SearchDetailView.do?cn=MONO1201437750